# THE VOICE (河村隆一のアルバム)
『THE VOICE』（ザ・ボイス）は、2011年3月9日にavex traxから発売された河村隆一の3枚目のカバー・アルバム。規格品番：【A】YICQ-10059/B（DVD付）/【B】YICQ-10060/【C】（YIC1-10061）mu-moショップ・ライヴ会場限定販売・アナログサイズジャケット&ブックレット付CD。

## 概要
エイベックス移籍第2弾となる本作は、洋楽曲のカバー・アルバム。新旧のポップスからジャズ、クラシックのスタンダードまでジャンルを越えたバリエーションに富んでおりスタジオで一発録音された曲が収録。歌唱言語は日本語、イタリア語、スペイン語、英語と多岐にわたる。10曲目のみ収録曲が商品形態により異なる。

## 収録曲

### 【A】
1. How Deep Is Your Love / 愛はきらめきの中に
2. Over The Rainbow / 虹の彼方に
3. Arthur’s Theme (Best That You Can Do) / ニューヨーク・シティ・セレナーデ
4. Ave Maria / アヴェ・マリア
5. Happy Ever After / ハッピー・エヴァー・アフター
6. I Like Chopin / 雨音はショパンの調べ
歌詞は小林麻美歌唱の日本語版と同じ
7. Nessun Dorma「Turandot」 / 誰も寝てはならぬ
8. My Way / マイ・ウェイ
9. When I Need You / 遙かなる想い
10. AMAPOLA＜最新スタジオ録音 / スペイン語バージョン＞

### 【B】
1. 愛はきらめきの中に
2. 虹の彼方に
3. ニューヨーク・シティ・セレナーデ
4. アヴェ・マリア
5. ハッピー・エヴァー・アフター
6. 雨音はショパンの調べ
7. 誰も寝てはならぬ
8. マイ・ウェイ
9. 遙かなる想い
10. Moon River＜最新スタジオ録音 / 日本語バージョン＞

### 【C】
1. 愛はきらめきの中に
2. 虹の彼方に
3. ニューヨーク・シティ・セレナーデ
4. アヴェ・マリア
5. ハッピー・エヴァー・アフター
6. 雨音はショパンの調べ
7. 誰も寝てはならぬ
8. マイ・ウェイ
9. 遙かなる想い
10. Con Te Partirò＜最新スタジオ録音 / イタリア語バージョン＞

### DVD（【A】のみ）
1. ヒロイン（2009.3.29 Bunkamuraオーチャードホール「No Mic, No Speakers, Concert 2009」）
2. Love is...（2009.3.29 Bunkamuraオーチャードホール「No Mic, No Speakers,Concert 2009」）
3. 深愛〜only one〜（2009.3.29 Bunkamuraオーチャードホール「No Mic, No Speakers,Concert 2009」）
4. AMAPOLA / アマポーラ（2010.11.29〜12.1 ニューヨークで撮影された未公開オフ・ショット映像を含むミュージック・ビデオ）